# Sint-Catharinakerk (Warschau)
De Sinta-Catharinakerk (Pools: Kościół św. Katarzyny) in Warschau is een kerk van de benedictijnen. De voorgaande missiepost is gesticht in 1045 en een parochie sinds 1238, daarmee de oudste parochie van Warschau en van Mazovië. De parochie werd gesticht door hertog Koenraad I van Mazovië. De parochie werd vijftig jaar voor de stichting van Warschau en haar Oude Stad gesticht.
De huidige kerk met losstaande klokkentoren stamt echter uit 1848. De huidige kerk is een voorbeeld van neoromaanse architectuur en ontworpen door architect Franciszek Maria Lanci. De kerk is opgedragen aan Sinta-Catharina van Alexandrië.

## Geschiedenis

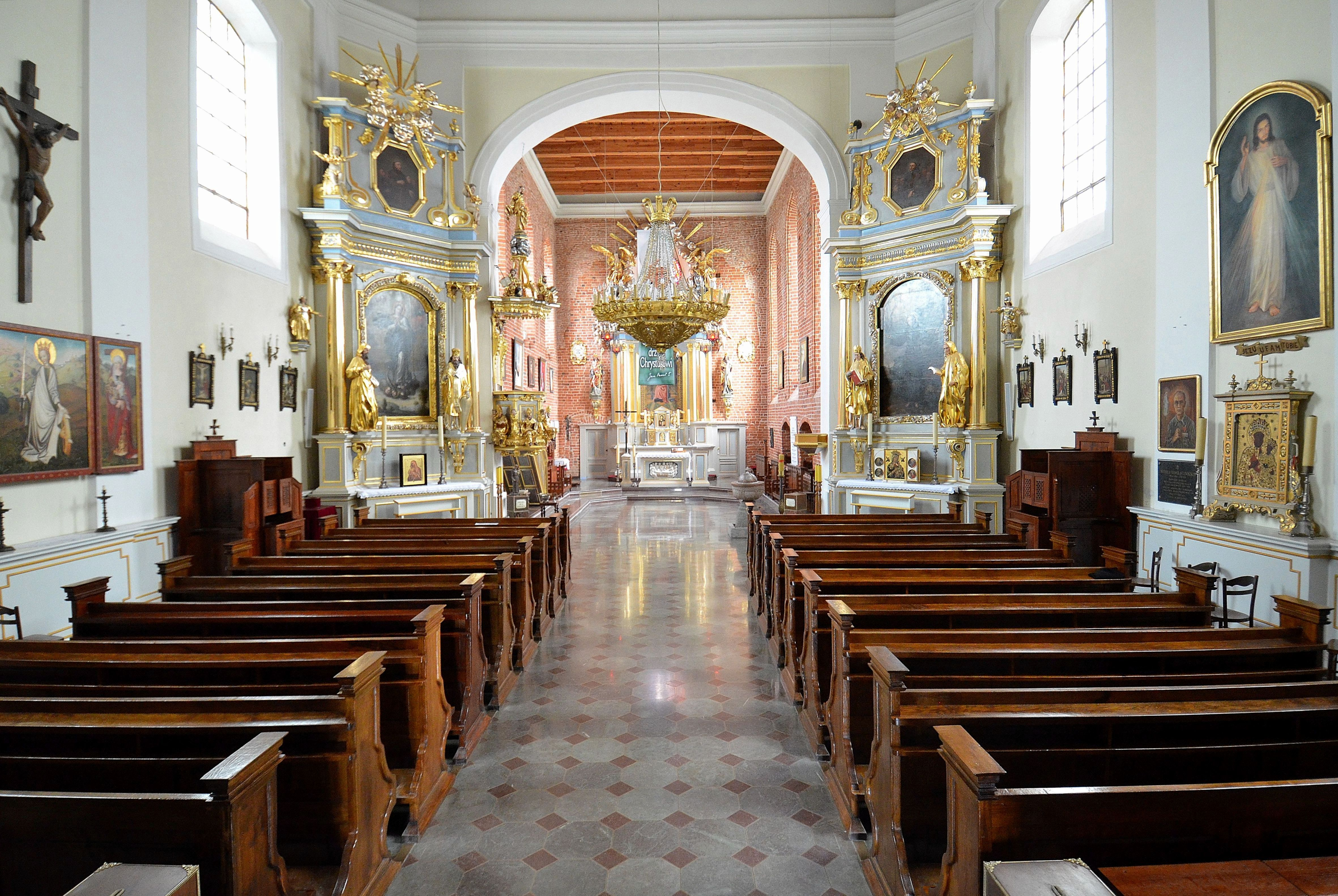
Het kerkinterieur van de Sinta-Catharinakerk

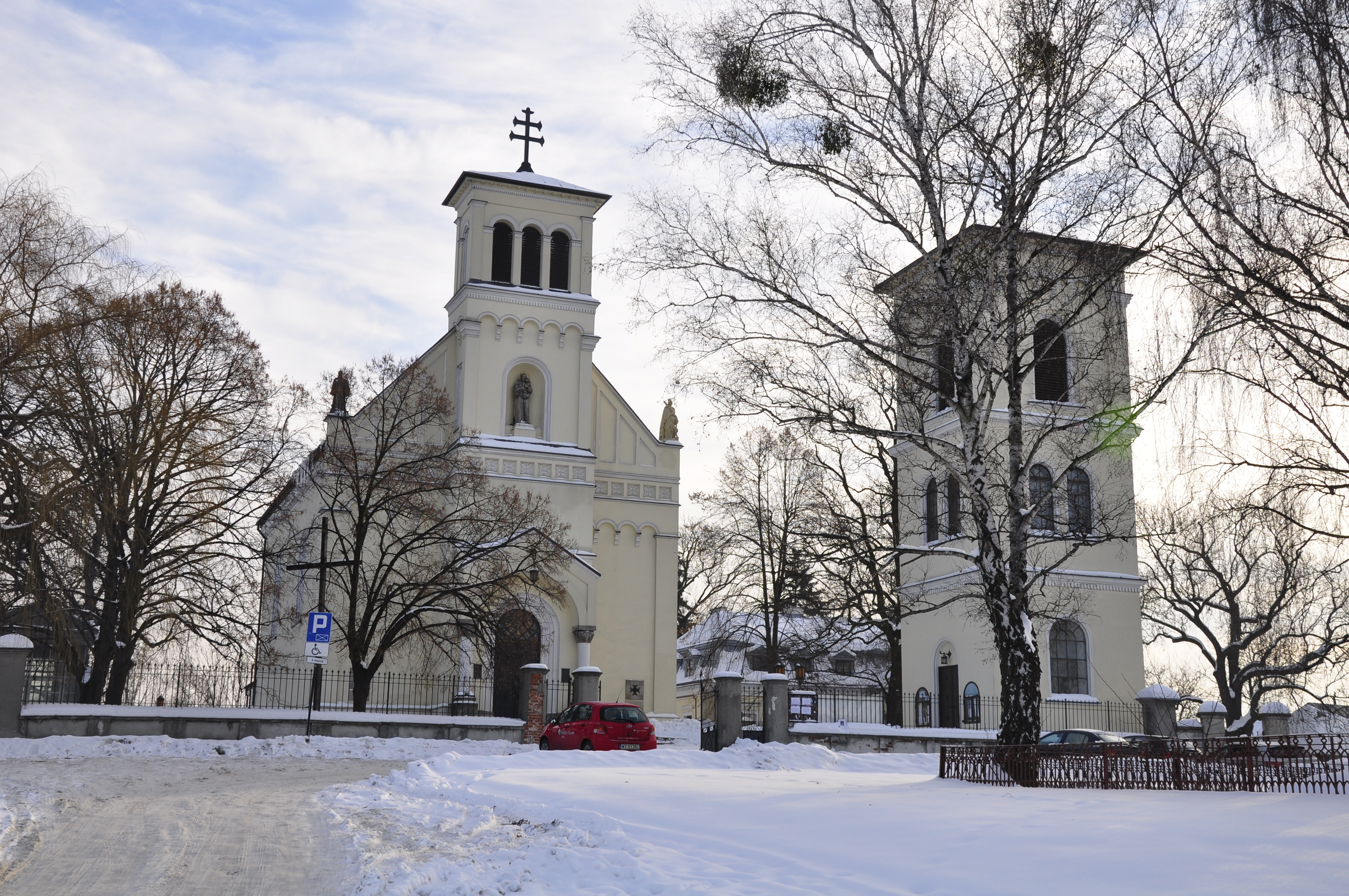
De Sinta-Catharinakerk in Warschau met haar vrijstaande klokkentoren

In 1065 werd een benedictijnse missiepost gesticht in de huidige Warschause wijk Służew. Dit was toen slechts een verhoging aan de Weichsel. De missiepost was gebouwd over een eerdere heidens heiligdom aan deze rivier. Dit blijkt uit archeologisch onderzoek. Er zijn namelijk resten van eeuwenlange laag verbrande aarde gevonden, rondom de kerk.
De parochie van Sinta-Catharina werd in 1238 gesticht door de Mazovische hertog Koenraad I en de toenmalige bisschop van Poznań, Paweł Bniński. In de 13e eeuw werd de houten kerk gebouwd. Later werd de kerk verbouwd tot een stenen kerkgebouw in Mazovisch-gotische stijl. De kerk werd in 1742 door prins August Aleksander Czartoryski herbouwd. Zijn afbeeldingen zijn te vinden op schilderijen van Bernardo Bellotto en Wincenty Kasprzycki in de kerk. Tot de 18e eeuw was de kerk onderdeel van het bisdom Poznań. In de 18e eeuw werd het bisdom Warschau opgericht. De beschermheren van de parochie waren eerst de Służewski's, later werd de parochie onderdeel van het landgoed Wilanów in de wijk Wilanów. De mecenassen van de kerk en haar parochie waren achtereenvolgens de Czartoryski, Potocki en de Branicki. In 1848 werd de kerk nogmaals herbouwd in neoromaanse stijl, in dit geval door de architect Franciszek Maria Lanci.
De parochieschool werd vanaf 1673 geleid door de Poolse congregatie van de marianen. Aansluitend tot 1945 was de parochie in gebruik als weeshuis en verpleeghuis voor de armen, ouderen en lichamelijk beperkten. De kerk en de nabij gelegen klokkentoren bleven gespaard in de Opstand van Warschau.